# Pseudofungi
Pseudofungi, Heterokontimycotina – takson grzybopodobnych organizmów w grupie Heterokonta. Należą do niego lęgniowce oraz Hyphochytridiomycota. Dawniej zaliczane były do grzybów ze względu na tworzenie strzępek oraz sposób odżywiania się, jednakże liczne cechy ultrastrukturalne, biochemiczne i genetyczne wyraźnie wskazują na ich przynależność do Heterokonta. Takson wyróżniany jest przy podziale Heterokonta na autotroficzne Ochrophyta oraz heterotroficzne: Bigyra i Pseudofungi.